# Fernand Forgues
Pour les articles homonymes, voir Forgues.

a Compétitions nationales et continentales officielles uniquement.

b Matchs officiels uniquement.
Fernand Forgues est un joueur de rugby à XV et un rameur français, né le 30 novembre 1884 à Pau et décédé le 12 avril 1973 à Bayonne.

## Biographie
Fernand Forgues joue avec l'équipe de France, le Biarritz Stade (club à la fondation duquel il participe dès 1904, âgé de vingt ans, puis l'Aviron bayonnais dont il est capitaine et qu'il contribue également à structurer — avec deux de ses quatre frères,  Charles (né en 1888) et Jules (né en 1890) — , et à la Section paloise. Il évolue au poste de pilier droit, deuxième ligne ou troisième ligne aile (1,74 m pour 75 kg), et participe aux quatre derniers Tournois des Cinq Nations disputés avant la Première Guerre mondiale.
Capitaine de son équipe, il remporte le premier titre de champion de France de lAviron bayonnais contre le SCUF en 1913. 
Il est onze fois international, et lors de sa première sélection tricolore, il prend part à la première victoire de l'équipe de France lors d'un match dans le Tournoi, face aux Écossais en 1911 au stade de Colombes. Il participe aussi à la première rencontre face aux Springboks, en 1913. Il est capitaine de l'équipe de France en 1914.
Après une longue carrière sportive achevée officiellement à la fin de la saison 1919-1920, malgré quelques apparitions en 1921. il préside l'Aviron bayonnais (de 1921 à 1925), le comité Côte basque de rugby (de 1921 à 1945) de 1921 à 1945 et de pelote basque (de 1920 à 1953). 
Il est décoré de la légion d'honneur et du Mérite sportif (Commandeur), et exerce d'importantes responsabilités au sein de la FFR.
Il est garagiste de son état à Bayonne, et médaillé d'or par la ville.
Une avenue de Bayonne porte son nom.
Fernand Forgues avait un frère prénommé Marcel (1896-1972) qui a notamment porté les couleurs de l'aviron bayonnais, du Penarth RFC, et du Cardiff RFC.

## Carrière

### Rugby à XV

#### En club
- Biarritz Stade
- Aviron bayonnais
- Section paloise

#### Palmarès de joueur

##### Équipe de France
- Sélections en équipe nationale : 11 de 1911 à 1914 (et un capitanat en 1914).
- Ventilation par année : 3 en 1911, 3 en 1912, 3 en 1913, 2 en 1914
- Quatre Tournois des Cinq Nations disputés : 1911, 1912, 1913 et 1914.

##### Clubs
- Champion de France en 1913, au Stade de Colombes (présence également de son frère Charles Forgues (qui joue ensuite au Bordeaux Étudiants Club, décédé en 1918 au champ d'honneur) à ses côtés comme pilier lors de la finale, et de Jules Forgues (qui joue ensuite chez les Gallois de Penarth, et décède en 1919) dans l'effectif de cette saison victorieuse. Enfin le pilier et troisième ligne Marcel Forgues, le quatrième et dernier des frères, né en 1896 — un quai de Bayonne porte son nom — est quant à lui vice-champion de France en 1922 et 1923, toujours avec Bayonne. Il joue ensuite également à Swansea RFC et à Cardiff RFC.)

#### Palmarès d'entraîneur
- Champion de France en 1934, pour le second titre des Bayonnais.
- Challenge Yves du Manoir en 1936.
- Finaliste du challenge du Manoir en 1933.

### Aviron
- Champion de France d'aviron en 1905, avec l'Aviron bayonnais

Fernand Forgues est un rameur sélectionné aux Jeux de Londres en 1908.

### Pelote basque
- Champion de France en 1926, 1927 et 1928.